# 브란덴부르크안데어하펠

브란덴부르크안데어하펠

브란덴부르크안데어하펠(독일어: Brandenburg an der Havel)은 독일 동부 브란덴부르크주에 있는 도시이다. 인구 72,264(2009).
하펠강 연안에 위치하며, 베를린에서 서쪽으로 80km 떨어져 있다. 현재는 작은 도시지만, 브란덴부르크의 발상지로 알려져 있는 곳이다. 본래 슬라브족 부족의 땅이었으나, 929년 하인리히 1세 때 점령되어 독일인이 들어왔다. 983년 다시 슬라브족이 슬라브 부족의 대공이 지배했다가 1157년 슬라브 부족의 대공으로부터 이 곳의 영지를 상속받은 아스카니어 가문의 알브레히트 1세가 들어와 브란덴부르크 변경백령을 설정하였다. 이후 브란덴부르크 변경백령의 중심지가 되었고, 1161년 별도로 가톨릭의 브란덴부르크 주교령이 설정되었다. 하펠 강 양안을 중심으로 구도시(Altstadt), 신도시(Neustadt), 대성당 지구가 별개의 지역으로 존재했고, 구도시와 신도시는 한자 동맹에 가입하였다. 1356년부터 변경백 영토는 브란덴부르크 선제후의 영지가 되었고, 1415년 선제후로 선출된 프리드리히 1세는 베를린에서 거주하였다. 16세기에 종교 개혁으로 가톨릭 주교령은 개신교 주교령으로 바뀌었고, 곧 선제후령에 편입되었다. 17세기에 30년 전쟁의 피해를 보고 선제후령의 수도를 포츠담으로 옮기면서 쇠퇴하였다. 1816년 이후 프로이센의 브란덴부르크 주에 속했으나, 주도는 계속 포츠담에 두었다. 19세기 후반, 철강 공업의 발달로 독일 제국의 중요한 산업중심지 중 한 곳으로 성장하였다. 이전의 구도시와 신도시는 1715년 합병하였고, 1928년 대성당 지구를 편입했다. 제2차 세계대전 때 크게 파괴되었다가 전쟁 후 복구되었다. 1952년 동독 정부가 브란덴부르크 주를 폐지하면서 포츠담 구에 속했다가 1990년 동서독 통일로 브란덴부르크 주가 부활되어 현재 포츠담을 주도로 하는 브란덴부르크 주에 속해 있다.
현재는 지역 상공업 중심지이며, 여러 공업이 이루어지며, 하펠강의 항구가 있는 교통 중심지이기도 하나 통일 후 산업 침체로 인구가 크게 감소하였다. 유명한 볼거리로는 12세기부터 건축된 대성당이 있으며, 그 외에 중세 시대의 성당과 성곽이 남아 있다.

## 인구
| 연도 | 인구   | ±% p.a. |
| ---- | ------ | ------- |
| 1875 | 34,052 | —       |
| 1890 | 44,664 | +1.82%  |
| 1910 | 60,339 | +1.52%  |
| 1925 | 70,519 | +1.04%  |
| 1933 | 74,800 | +0.74%  |
| 1939 | 91,208 | +3.36%  |
| 1946 | 85,180 | −0.97%  |
| 1950 | 83,434 | −0.52%  |
| 1964 | 92,741 | +0.76%  |
| 1971 | 96,929 | +0.63%  |
| 1981 | 97,510 | +0.06%  |
| 1985 | 97,615 | +0.03%  |
| 1989 | 96,084 | −0.39%  |
| 1990 | 93,015 | −3.19%  |
| 1991 | 91,332 | −1.81%  |

| 연도 | 인구   | ±% p.a. |
| ---- | ------ | ------- |
| 1992 | 90,637 | −0.76%  |
| 1993 | 89,950 | −0.76%  |
| 1994 | 88,503 | −1.61%  |
| 1995 | 86,753 | −1.98%  |
| 1996 | 85,278 | −1.70%  |
| 1997 | 83,263 | −2.36%  |
| 1998 | 81,384 | −2.26%  |
| 1999 | 79,828 | −1.91%  |
| 2000 | 78,404 | −1.78%  |
| 2001 | 77,245 | −1.48%  |
| 2002 | 76,166 | −1.40%  |
| 2003 | 75,485 | −0.89%  |
| 2004 | 74,875 | −0.81%  |
| 2005 | 74,129 | −1.00%  |
| 2006 | 73,475 | −0.88%  |

| 연도 | 인구   | ±% p.a. |
| ---- | ------ | ------- |
| 2007 | 72,954 | −0.71%  |
| 2008 | 72,516 | −0.60%  |
| 2009 | 72,264 | −0.35%  |
| 2010 | 71,778 | −0.67%  |
| 2011 | 71,381 | −0.55%  |
| 2012 | 71,149 | −0.33%  |
| 2013 | 71,032 | −0.16%  |
| 2014 | 71,032 | +0.00%  |
| 2015 | 71,574 | +0.76%  |
| 2016 | 71,664 | +0.13%  |
| 2017 | 71,886 | +0.31%  |
| 2018 | 72,124 | +0.33%  |
| 2019 | 72,184 | +0.08%  |
| 2020 | 72,040 | −0.20%  |

## 출신 인물
- 쿠르트 폰 슐라이허

## 같이 보기
- 브란덴부르크 문